# Tom Linnemann
Tom Linnemann (* 12. Januar 2004) ist ein ehemaliger deutscher Fernsehdarsteller.
Tom Linnemann war in einer Theatergruppe aktiv, als er von Heike Thiem-Schneider zu einem Casting für die deutsche Fernsehserie Schloss Einstein eingeladen wurde.
Von Februar 2017 bis März 2018 spielte er in der 20. Staffel und 21. Staffel von Schloss Einstein in den Folgen 871 bis 922 die Rolle des Schülers Simon Flinth, der Schwierigkeiten hat, Regeln anzuerkennen und Autoritäten zu akzeptieren. Er übernahm eine der Serienhauptrollen, verließ die Serie aber nach zwei Staffeln.
Zu seinen Hobbys gehören Schlagzeug, Judo und die Schauspielerei. Außerdem spielt er Handball beim HBV Jena 90 und ist nach seiner Schloss-Einstein-Zeit als Mitglied der Schülervertretung an der Karl-Volkmar-Stoy-Schule in Jena aktiv.

## Filmografie
- 2016–2018: Schloss Webstein
- 2017–2018: Schloss Einstein